# Elektrischer Wind
Der Elektrische Wind ist ein Phänomen der Elektrostatik.
Legt man eine Hochspannung an einen spitz zulaufenden, elektrisch leitenden Körper an, z. B. an einer metallischen Nadel, so entsteht durch den Spitzeneffekt unmittelbar über der Spitze eine hohe elektrische Feldstärke. Je nach Polarität des Leiters werden die Elektronen bzw. Ionen von der Spitze angezogen oder abgestoßen. Dadurch kommt es zum einen zu weiterer Stoßionisation der umgebenden Atome durch die stark beschleunigten Elektronen. Zum anderen werden insbesondere durch die Bewegung der massereicheren Ionen auch Gasmoleküle der Luft mitgerissen. Man spricht in diesem Zusammenhang vom „elektrischen Wind“. Je spitzer der geladene Körper ist, desto stärker tritt dieser Effekt auf. Der Grund liegt darin, dass – bei konstantem elektrischen Potential – die elektrische Feldstärke steigt, wenn der Krümmungsradius kleiner wird.

## Nachweismöglichkeiten

Elektrischer Wind an einer Metallspitze
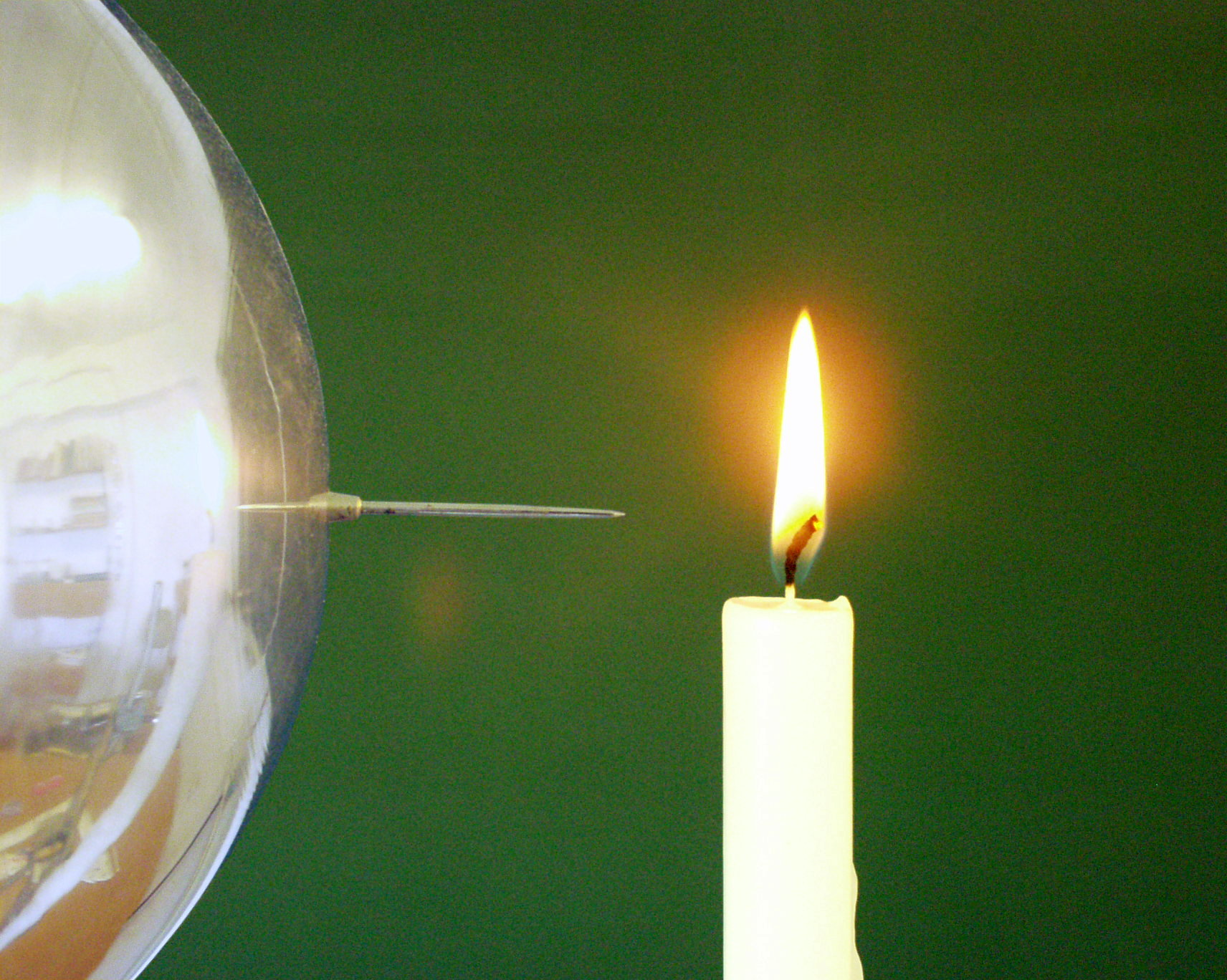
Keine Spannung
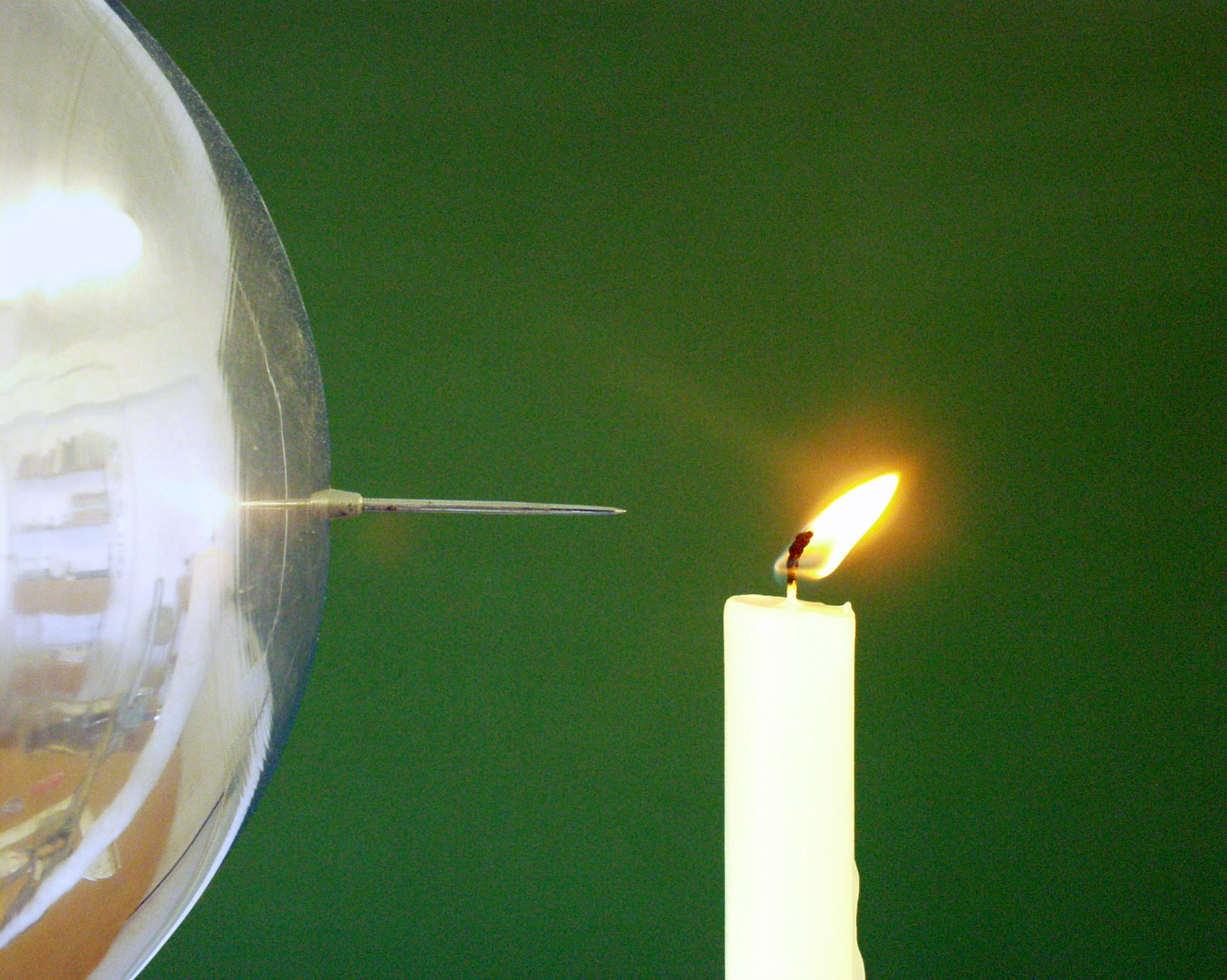
Mittlere Spannung
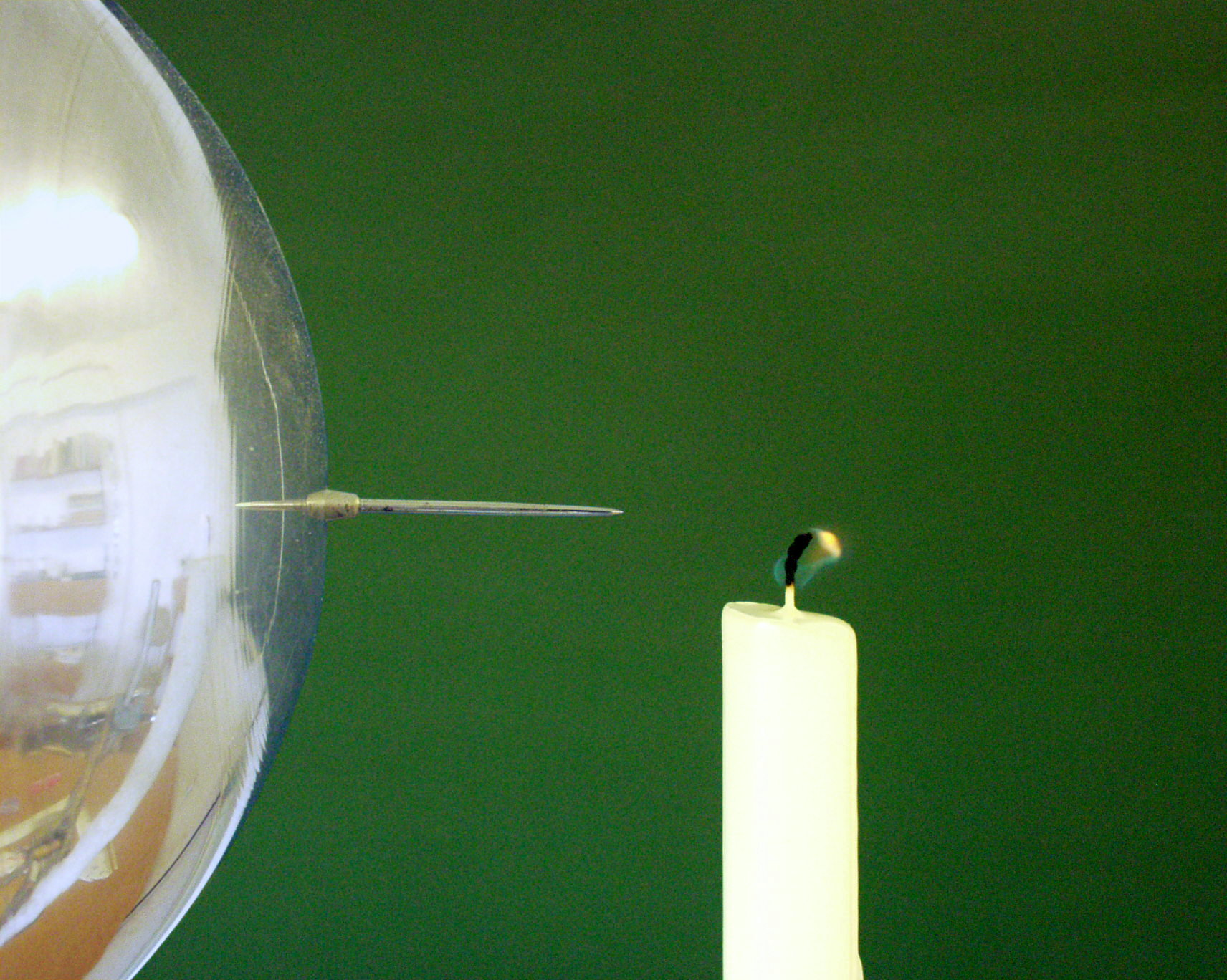
Hohe Spannung

Man kann die Luftbewegung mittels einer Kerzenflamme sichtbar machen. Bei der Bilderfolge wurde vor einer metallischen Nadel eine brennende Kerze platziert. Wird der links befindliche Körper mit spitzer Nadel mit einer Hochspannungsquelle verbunden, werden Elektronen im elektrischen Feld beschleunigt und führen zu weiteren Ionisierungsprozessen. Dadurch bildet sich eine Elektronenlawine. Bei positiv geladenem Körper ist der Effekt stärker, weil die Elektronen in Richtung zunehmender elektrischer Feldstärke beschleunigt werden. Die positiv geladenen Ionen hingegen werden vom Körper abgestoßen und reißen dabei auch ungeladene Gasmoleküle mit sich. Durch diesen elektrisch erzeugten „Wind“ neigt sich die Kerzenflamme vom Körper weg, bei hinreichend hoher Spannung erlischt die Kerzenflamme.